# ببغاء أزرق
الببغاءالأزرق (بالإنجليزية: Blue-crowned parakeet)‏ هو ببغاء أخضر استوائي صغير ذو رأس أزرق ومنقار كبير، موطنهأمريكا الجنوبية، الأرجنتين.
يُطلق على هذا النوع اسم الببغاء من قبل جمعية علم الطيور الأمريكية ومن قبل مراقبة الطيور.

## وصف

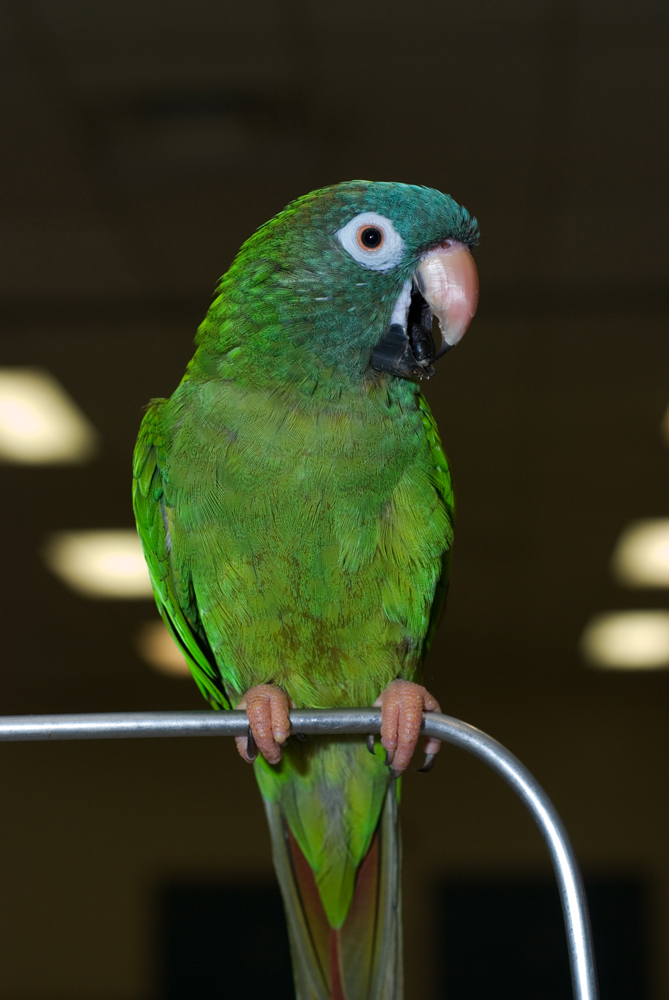
حيوان اليف

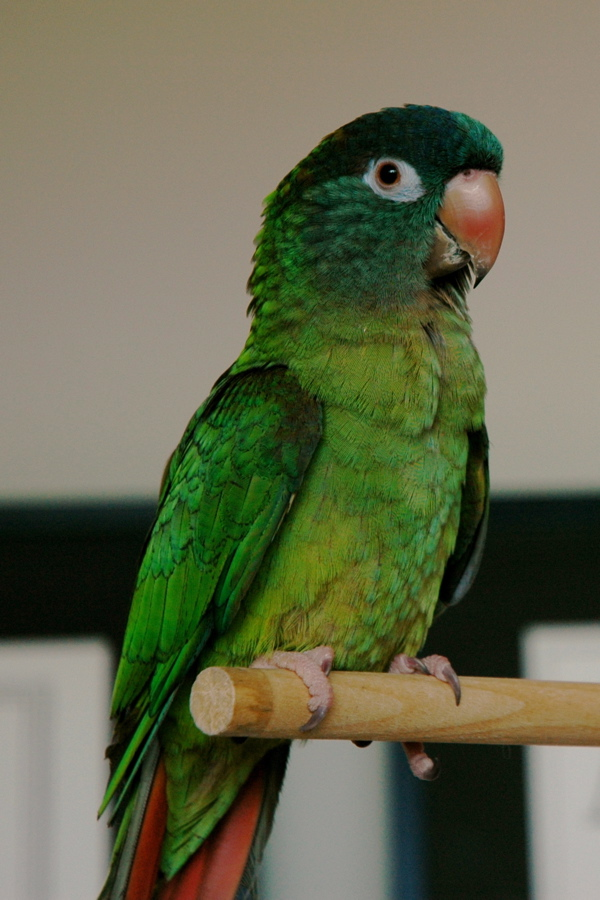
حيوان اليف

الببغاء الأزرق هو طائر متوسط الحجم يبلغ حوالي 37 سنتيمتر (15 بوصة) في الطول والوزن بين 140 و 190 غرام (4.9 و 6.7 أونصة) . 

## روابط خارجية
- "Species factsheet: Aratinga acuticaudata". BirdLife International 2008. مؤرشف من الأصل في 2018-09-28. اطلع عليه بتاريخ 2009-01-03.

https://www.iucnredlist.org/species/22685648/132058639 https://avibase.bsc-eoc.org/species.jsp؟lang=EN&avibaseid=4BE8E5F1B316CC94